# Трайчинг
Трайчинг (нім. Traitsching) — громада в Німеччині, розташована в землі Баварія. Підпорядковується адміністративному округу Верхній Пфальц. Входить до складу району Кам.
Площа — 45,40 км2. Населення становить 4184 ос. (станом на 31 грудня 2020).